# Сребрни вивак
Сребрни вивак (лат. Pluvialis squatarola) је птица средње величине из породице жалара који се гнезди у арктичким регионима. То је врста птице селице на велике удаљености, са готово светском приобалном распрострањеношћу када се не гнезди.

## Таксономија
Сребрног вивка је формално описао шведски природњак Карл фон Лине 1758. године у десетом издању своје „Systema Naturae“ под биномним називом Tringa squatarola. Сада се сврстава са још три врсте вивака у род лат. Pluvialis, који је увео француски орнитолог Матирен Жак Брисон 1760. године. Име рода је латинског порекла и значи киша, од речи лат. pluvia, што значи „киша“. Постоји предање да су се окупљали када је предстојала киша. Име врсте squatarola је латинизована верзија имена Sgatarola, млетачког имена за неку врсту вивка.
Енглески уобичајени назив који се користи за ову врсту разликује се у различитим деловима света. Генерално је познат као „grey plover“енгл. „grey plover“ у Старом свету и енгл. „black-bellied plover“ у Новом свету.
Препознају се три подврсте:
- лат.  (Linnaeus, 1758) – гнезди се у северној Евроазији и на Аљасци; не гнезди се у западној, јужној Европи, Африци, јужној, источној Азији и Аустралазији и западној Америци.
- лат.  (Engelmoer & Roselaar, 1998) – гнезди се на острву Врангел (североисточни Сибир)
- лат.  (Thayer & Bangs, 1914) – гнезди се у северној Канади; не гнезди се дуж обале Северне и Јужне Америке

Постоје и друга мишљења која препознају само географске варијанте ове врсте, не и подврсте. Разлике у географским варијацијама су дужина крила, ногу и кљунова.

## Опис
Сребрни вивак је 27-30 цм дугачак са распоном крила од 71-83 цм и тежином од 190-280 гр (до 345г у припреми за миграцију). У пролеће и лето (крајем априла или од маја до августа), одрасле јединке су црно-беле боје на леђима и крилима. Лице и врат су црни са белим рубом; имају црне груди и стомак и бели надрепак. Реп је бео са црним пругама. Кљун и ноге су црни. Митаре се у зимско перје средином августа до почетка септембра и задржавају га до априла; тада су прилично једнобојне сиве боје одозго, са сиво-пегавим грудима и белим стомаком. Излегли птићи и птице у првом зимском перју, које имају младе птице од полетања до око годину дана, слично су одраслом зимском перју, али са црњим леђним перјем и са кремасто белим ивицама. Код свих врста перја, унутрашњи бокови и аксиларно перје у основи доњег крила су црни, што га лако разликује од остале три врсте лат. Pluvialis у лету. На земљи се такође може разликовати од осталих врста лат. Pluvialis по томе што има већи (24-34 мм) и тежи кљун.

## Гнежђење и миграција
Њихово станиште за размножавање и гнежђење су арктичка острва и приобална подручја дуж северних обала Аљаске, Канаде и Русије. Гнезде се на земљи у сувој отвореној тундри са где постоји добра прегледност; гнездо је плитка шљунковита удубина. Четири јаја (понекад само три) се полажу почетком јуна, са периодом инкубације од 26–27 дана; птићи добијају перје када су стари 35–45 дана.
Они мигрирају на зиму и бораве у приобалним подручјима широм света. У Новом свету зимују од југозападне Британске Колумбије и Масачусетса, на југу до Аргентине и Чилеа, у западном Старом свету од Ирске и југозападне Норвешке, на југу широм приобалне Африке до Јужне Африке, а у источном Старом свету, од јужног Јапана на југу широм приобалне јужне Азије и Аустралије, а неколико њих стиже и до Новог Зеланда. Већина миграната у Аустралији су женке. Редовно имају трансконтинталне летове преко Азије, Европе и Северне Америке, али је углавном ретка луталица на копну у унутрашњости континената, спуштајући се само повремено ако је приморана на спуштање због лошег времена или да би се хранила на обалама веома великих језера попут Великих језера, где је уобичајена мигрантска птица.

## Понашање и екологија

### Гнежђење
Младе птице се не размножавају док не напуне две године; обично остају на зимовалиштима до свог другог лета.

### Исхрана и храњење
Храну скупљају на плажама и равницама, обично тако што уоче храну визуелно. Храна се састоји од малих мекушаца, полихета, ракова и инсеката .  Мање је друштвен од осталих врста породице лат. Pluvialis, не формира густа јата, већ се храни широко расуто по плажама, са птицама које су добро размакнуте једна од друге. Међутим, формираће густа јата током плиме.

## Статус
Међународна унија за заштиту природе (IUCN) је проценила да је претња за сребрног вивка „рањива врста“.  То је једна од врста на које се примењује Споразум о очувању афричко-евроазијских птица селица водених станишта (AEWA).

## Галерија
- Сребрни вивак у резервату за дивље животиње Кришна, Андра Прадеш, Индија
- Одрасла птица у зимском перју
- Јаје Pluvialis squatarola
- Птица у перју прве зиме; уметнути део, у лету, са црним ногама, белим надрепком и пругастим репом